# Bill White (beisbolista)
William DeKova White (Lakewood, Florida, 28 de enero de 1934), más conocido como Bill White, es un exjugador profesional estadounidense de béisbol que se desempeñó en la posición de primera base en las Grandes Ligas de Béisbol (MLB). Logró obtener siete Guantes de Oro.

## Carrera
White jugó como profesional dos temporadas en San Francisco Giants (1956, 1958), después pasó a St. Louis Cardinals (1959-1965), luego a Philadelphia Phillies (1966-1968), posteriormente regresó a St. Louis Cardinals, donde jugó una temporada (1969), y fue el equipo en el que se retiró.

## Premios
Fue galardonado con el Guante de Oro en siete oportunidades (1960, 1961, 1962, 1963, 1964, 1965 y 1966).